# Isertia wilhelminensis
Isertia wilhelminensis är en måreväxtart som beskrevs av Julian Alfred Steyermark. Isertia wilhelminensis ingår i släktet Isertia och familjen måreväxter. Inga underarter finns listade i Catalogue of Life.